# فيلريفيرسور (أين)
فيلريفيرسور (بالفرنسية: Villereversure)‏ هي بلدية فرنسية تقع في إقليم الأين في فرنسا. رمز إنسي لها هو:1447. أما الرمز البريدي لها فهو: 1250.